# Deutsche Bauhütte
Die Deutsche Bauhütte war laut ihrem zeitweiligen Untertitel das „Zentralblatt für deutsche Bauwirtschaft“. Die von 1897 bis 1942 herausgegebene Zeitschrift für und über Architektur, Hausbau und Bauhandwerk erschien im Verlag Curt R. Vincentz in Hannover, Am Schiffgraben 41. Verleger und Autor war Curt R. Vincentz (1867–1945).
Erster Chefredakteur war der Architekt F. Rudolf Vogel. Einer ihrer redaktionellen Mitarbeiter war der deutsche Architekt und Maler Konrad Wittmann (1891–1951).

## Beilagen

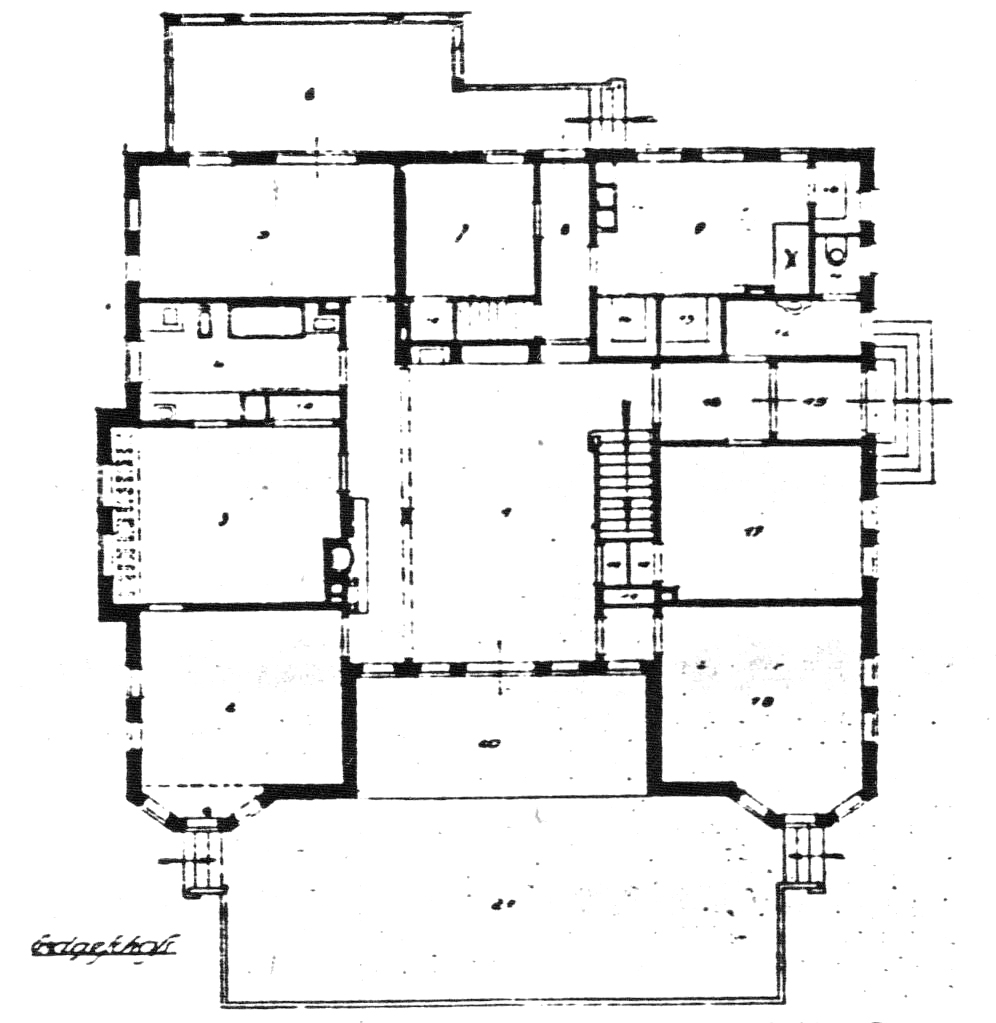
Grundriss vom Landhaus Mahr in einer Ausgabe von 1913

Als Beilagen können der Zeitschrift folgende Titel zugeordnet werden:
- Der Betonbau[1]
- Architektonische Details[1]
- Studien alter Bauweise[1]
- Raumstudien[1]
- Musterblätter aus Bauindustrie und Kunsthandwerk[1]
- Das Miethaus[1]